# 鯖石站
鯖石站（日语：／ Sabaishi eki */?）是位於青森縣南津輕郡大鰐町大字鯖石，屬於弘南鐵道的大鰐線車站。車站編號為KW 12。

## 車站構造
此戰採用簡易車站模式設計。月台中央建有一座木製候車室。站外有一座以水泥建於鐵架上的繼電器室，並以鐵絲網及閘門所圍封。此站的出入口建於月台末端向弘前方向，外圍設有一座投幣式電話亭，橫過向大鰐方向的路軌後、再沿階梯便可到達月台。

### 月台配置
站內設有島式月台1座，長度約為80米，有效長度為5輛。列車採用右側正進站方式。其中往大鰐方向為主軌道，往弘前方向為側線避道。在現行時間表下，只有早上繁忙時段的兩個班次才會出現列車交會的狀況，其餘時間均未有交會情況。
| 月台                     | 路線   | 方向 | 前往         |
| ------------------------ | ------ | ---- | ------------ |
| 入口側（靠近繼電室一方） | 大鰐線 | 下行 | 中央弘前方向 |
| （逺離繼電室一方）       | 大鰐線 | 上行 | 大鰐方向     |

## 歷史
- 1952年1月26日：弘前電氣鐵道（日语：弘前電気鉄道）車站啟用。
- 1970年10月1日：弘前電氣鐵道轉讓至弘南鐵道，成為弘南鐵道大鰐線車站。
- 1981年10月1日：為了開設快速列車班次，車站向大鰐一方遷移0.1公里，以便加設列車交會設備。
- 2020年10月10日：加入車站編號[1][2][3]。

## 使用狀況
| 1日上落車人次 | 1日上落車人次 |
| 年度          | 1日平均人次   |
| ------------- | ------------- |
| 2011年        | 86            |
| 2012年        | 74            |
| 2013年        | 60            |
| 2014年        | 52            |
| 2015年        | 111           |
| 2016年        | 100           |
| 2017年        | 80            |
| 2018年        | 39            |
| 2019年        | 35            |
| 2020年        | 66            |
| 2021年        | 64            |
| 2022年        | 30            |

## 相鄰車站
弘南鐵道
大鰐線
宿川原（KW 13）－鯖石（KW 12）－石川游泳池前（KW 11）

## 外部連結
- 鯖石站（日語） （各站資訊） - 弘南鐵道